# 阪急バス山口営業所
阪急バス山口営業所（はんきゅうバスやまぐちえいぎょうしょ）は、兵庫県西宮市山口町阪神流通センター（西宮北インターチェンジ南側）にある阪急バスの営業所。最寄りの停留所は「山口営業所前」、営業所略号は「山」。

## 概要
1977年7月1日に開設された。元々は宝塚営業所（当時は宝塚市栄町にあった）が所管路線を担当していたが、同営業所が市内のニュータウン路線の開設に伴う増車を行って手狭となったことから、主に宝塚から有馬方面を結ぶ路線を移管する目的で開設された。
営業エリアは、宝塚市・西宮市北部（山口地域・名塩地区・生瀬地区）及び神戸市北区（北神地域）。路線は、これら各地のターミナル駅から有馬温泉へ向かう観光路線や、西宮市北部の住宅地路線が中心。
山間部を貫く路線も担当しているが、同じ山間部に路線を持つ豊能営業所などと比べると、近年は経路上の国道176号を始めとした幹線道路の線形が改良されたことで、運行スピードの高速化が進んでいる。
なお、運行管理業務は1999年4月9日から阪急田園バスに委託していたが、2019年7月1日に同社との合併により直営化した。

## 運行路線
運賃については特記のない限り初乗り170円の距離制運賃である。

### 有馬線
宝塚・西宮市北部地域と県内屈指の観光地である有馬温泉を結ぶ、山口営業所の代表的路線。
かつては宝塚を起点に下山口ないし山口営業所前とを結ぶ系統が基本で、さらに「名塩山荘・鎌倉峡（国道176号）経由」の系統と「舟坂・有馬温泉（県道51号）経由」の系統に分かれていた。その後、北六甲台を始めとしたニュータウン開発や、岡場駅への立ち寄り開始などがあり、路線網は複雑化している。
かつては「有馬三田線」を路線名としていた。2008年3月15日の改正で155系統が廃止されて以降は三田へ乗り入れる系統は存在しない。
1986年11月1日に西宮名塩駅（当時は国鉄の駅）が開業したのに合わせて名塩経由系統の一部の便が同駅に乗り入れることとなり、それらには従来の番号に100を加えた派生の系統番号が設定された（有馬線以外の路線についてはこの限りではない）。
現在は名塩経由系統の全便がJR西宮名塩駅を経由し、また一部の系統ではJR西宮名塩駅が起点で宝塚駅まで乗り入れない便もある。
なお、名塩経由系統は中国道・宝塚インターから流出する車両による渋滞に巻き込まれて遅延が発生することがある。また、毎年夏に有馬温泉界隈で行われる「有馬夏祭り」の開催日には、有馬案内所前のりば（バスターミナル）が休止となり、太閤橋付近にあるゆけむり広場駐車場で乗降扱いを行う。
2020年4月13日に行われたダイヤ改正で有馬温泉のバス停は駐車場形式の「有馬温泉」バスターミナルから太閤橋東詰にある「有馬温泉（太閤橋）」へ移動し、同時に一部系統の新設、廃止または本数の大幅削減が行われた。
特記のない限り宝塚駅では3のりばから、JR西宮名塩駅では宝塚駅行きが1・各方面行きが3のりばからそれぞれ発車。

#### 西宮北インター経由
高速バスの停留所もある同インターを経由する系統で、西宮市山口町の北部に広がる北六甲台を経由する40番台と丸山下を経由する70番台に大きく分かれている。2023年8月7日の改正時に、朝と夕方以降の運行となったため、入出庫系統としての役割が強い。北六甲台は、有馬急行線の一部便が1989年6月1日から乗り入れていたが、利用客がさほど伸びなかったことから、1996年7月20日の改正で同地区への乗り入れは中止された。
- 40系統：宝塚駅 - 生瀬 - JR西宮名塩駅 - 名塩山荘 - 北六甲台 - 西宮北インター - 山口営業所前
  - 北六甲台経由便の基本となる系統で、1983年10月1日の改正時に57系統として運行開始された。その後、前述した西宮名塩駅への乗り入れ開始に伴う改正により、57系統の一部が同駅を経由する157系統に変更された。1992年3月14日の改正時に、鎌倉峡系統と共に全便がJR西宮名塩駅経由となったが、系統番号はそのまま継続して使用されていた。2015年10月24日改正時に、40系統へ変更された。
  - 西宮名塩駅 - 営業所前の運行が基本で、宝塚駅 - 営業所前が毎日2往復[注 4]に加えて、北六甲台天上公園前発西宮名塩駅行きが2本・同宝塚駅行きが1本、平日の朝に運行される。
  - 40系統西宮名塩発の最終便は、1999年10月より2008年3月まで深夜バスとして運行されていた。1995年8月25日の改正時は0時を跨いで運行されていたのにもかかわらず深夜バスとしてではなく、通常運賃の最終便として運行されていた。その後、他の営業所と同調して1999年10月2日の改正より発車時刻を繰り下げたうえで深夜バス扱いに変更された。現在は後述の43系統に変更されている。

- 41系統：宝塚駅 ← 生瀬 ← JR西宮名塩駅 - 名塩山荘 - 北六甲台 - 名来南 - 名来 - 西宮北インター - 山口営業所前
  - かつて鎌倉峡経由とされていた旧153系統を北六甲台経由に移し替えた系統で、1992年3月14日の改正時に154系統として運行開始。開始当初は山口営業所前 → JR西宮名塩・宝塚行きのみの片方向運行だったが、1995年8月25日の改正で逆方向の山口営業所前行きも運行され始め、153系統は廃止された。2015年10月24日改正時に、41系統に変更された。
  - 朝に営業所前発、夕方に営業所前行きが3本ずつ(+平日のみ営業所前行き1本)運行。西宮名塩駅発着が基本で、平日朝の便のみ西宮名塩駅 → 宝塚駅 まで乗り入れている。
  - 山口営業所前行きは、走行ルートの関係上、天上橋停留所の南行きのりばは通過する[注 5]。

- 70系統：JR西宮名塩駅 - 名塩山荘 - 丸山下 - 下山口 - 西宮北インター - 山口営業所前
  - 同区間を最短ルートで結ぶ系統。入出庫系統として、早朝と深夜に数本ずつ運行。

#### すみれ台経由
西宮市山口町上山口のほぼ中央部に位置し、神戸電鉄三田線岡場駅や阪神高速7号北神戸線西宮山口南出入口からほど近い同市すみれ台へのアクセス系統。山口町流通センター内に数カ所ある停留所（営業所前停留所より南側）へのアクセスもこの系統が担っている。こちらも、北六甲台経由と丸山下経由の2経路に分かれており、岡場駅を発着・経由する便を中心に設定されている。
- 43系統：宝塚駅 - 生瀬 - JR西宮名塩駅 - 名塩山荘 - 北六甲台 - 下山口 - すみれ台 - 流通センター(南 - 1) - 山口営業所前
  - 岡場駅と流通センター2・3を経由しない速達系統として、早朝及び夕方ラッシュ時以降に運行されている。宝塚駅発着便が基本で、JR西宮名塩駅始発が平日夕方ラッシュ時以降に数本設定されるのみとなっている。
  - JR西宮名塩駅始発の最終便は通常運賃の2倍の料金が必要となる「深夜バス」として運行される。

- 44系統：宝塚駅 - 生瀬 - JR西宮名塩駅 - 名塩山荘 - 北六甲台 - 下山口 - すみれ台 - 岡場駅 - 流通センター(南 - 2 - 3) - 山口営業所前
  - 北六甲台・すみれ台・岡場駅を全て経由する系統。日中は西宮名塩駅発着で60分間隔、その他の時間帯は宝塚駅発着で運行されている。この他にも、区間便として岡場駅 → 宝塚駅 が平日の夜に1本、岡場駅 - 北六甲台東口 が平日に1.5往復[5]設定されている。
  - 岡場駅を経由する関係上、流通センター南は区間便を除き両方向ともに停車する。

- 73系統：JR西宮名塩駅 - 名塩山荘 - 丸山下 - 下山口 - すみれ台 - 流通センター(南 -1) - 山口営業所前
  - 43系統を丸山下経由とした系統。営業所前発は平日朝ラッシュ時に4本、JR西宮名塩駅発は平日・土休日ともに、夜に1本運行されている。

- 74系統：宝塚駅 - 生瀬 - JR西宮名塩駅 - 名塩山荘 - 丸山下 - 下山口 - すみれ台 - 岡場駅
  - 73系統の山口側の発着を岡場駅にした系統。JR西宮名塩駅発着が日中時間帯に60分間隔で、宝塚駅発着が朝夕に運行されている。

#### 有馬温泉発着
この他に蓬莱峡系統の95系統が加わるが、本数はいずれも多くはない。
- 45系統：宝塚駅 - 生瀬 - JR西宮名塩駅 - 北六甲台 - 下山口 - 有馬温泉（太閤橋）
  - 2020年4月13日改正時に、75系統のほとんどの便が振り替えられる形で新設された系統。この系統の新設により、土休日の有馬温泉 → 丸山下 → 宝塚駅行きは、すみれ台を経由する76系統が早朝に2本運行されるのみとなった。
  - 朝と平日夕方以降を除きほぼ終日運行される。平日夕方以降は75系統が運行される。
  - 日中の運行頻度は60分間隔。
- 75系統：宝塚駅 → 生瀬 → JR西宮名塩駅 → 名塩山荘 → 丸山下 → 下山口 → 有馬温泉（太閤橋）
  - 元々は51系統と名乗っていたが、西宮名塩駅への乗り入れ開始に伴う改正により、51系統の一部を同駅を経由する便としたのが151系統である。1992年3月14日の改正で全便がJR西宮名塩経由となったが、系統番号はそのまま継続して使用されている。
  - 2015年10月24日の改正時に、鎌倉峡停留所を経由しないルートに変更となり、同停留所は後述の「さくらやまなみバス」の専用停留所となった。なお、代替停留所として同停留所から約100m北に、北六甲台系統の「北六甲台東口」停留所が新設されている[注 6]。同時に系統番号が75系統に変更となり、運行本数も調整された。2020年4月13日改正時に運行本数が再調整されると共に、一部の便が北六甲台経由の45系統と、すみれ台経由の76系統（有馬温泉発のみ）に振り替えられた。
  - 2023年8月7日の改正以降は有馬行きのみの運行となり、平日夕方ラッシュ時以降に宝塚駅発と西宮名塩駅発が2本ずつ、土休日の早朝に西宮名塩駅発のみ3本が運行されている。
- 76系統：有馬温泉（太閤橋） → すみれ台 → 下山口 → 丸山下 → 名塩山荘 → JR西宮名塩駅 → 生瀬 → 宝塚駅
  - 毎日早朝に2本のみ運行される75系統のすみれ台経由便。有馬温泉発のみ運行され、逆方向の設定はない。なお、すみれ台 → 宝塚駅方面のルートを他の系統と統一させるため、中野北発車後は、一旦上山口交差点までそのまま進み、同交差点を左折 → 流通センター南近くの交差点を左折というルートを走行している。

#### 読売ゴルフ場系統
かつては読売ゴルフ場手前にフィールドアスレチック場『よみうり遊園』があり、行楽客の需要もあったため日中の運行もあったが、現在は全日とも読売ゴルフ場行きが朝のみ3便 （このうち1本はJR西宮名塩始発）、読売ゴルフ場発が朝1便・夕方2便 （このうち最終の1本のみ宝塚駅行き、他の2本はJR西宮名塩駅止まり）のみとなっている。
また、2010年まで『全英への道 ミズノオープンよみうりクラシック』が読売ゴルフ場で開催されていたため、この開催日にはJR西宮名塩発着の臨時便が運行されていた。
- 56系統：宝塚駅 - JR西宮名塩駅 - 読売ゴルフ場

#### 蓬莱峡系統
宝塚駅 - 有馬温泉間を蓬莱峡経由で結ぶ。同区間を最短距離で結んでいるが、経路上で坂道とカーブが連続するため乗り心地の面ではやや劣る。かつては山口営業所前が起終点とされていたが、1990年3月29日の改正以前は下山口発着であった。2015年10月24日改正により大幅に減便の上で丸山下系統と統合された。
宝塚駅行きは、JR西宮名塩駅から金仙寺口までの間では行先は誤乗防止のため宝塚駅ではなく「有馬温泉」とされている。
過去には途中で西宮高原ゴルフ場に立ち寄る系統もあったが、95系統に一本化された。
現在は2時間毎の運行だが、45系統・75系統と合わせて、宝塚駅と有馬温泉を結ぶ便は1時間当たり1本となる。
この系統のみ、宝塚駅では2のりばから発車。
- 95系統：JR西宮名塩駅 → 丸山下 → 有馬温泉（太閤橋） - 蓬萊峡 - 宝塚駅
  - 土曜・休日に限り宝塚駅 - 蓬萊峡 - 有馬温泉間の区間便が運行されているが、この区間便は冬季（12月1日 - 3月31日）運休となる。
- 96系統：宝塚駅 - 蓬莱峡 - 有馬温泉（太閤橋） - 山口営業所前

#### 名塩南台系統
有馬線の一系統として扱われる場合と、「名塩南台線」として独立した路線として扱われる場合がある。
1987年11月1日より運行開始。開始当初はJR西宮名塩 - 名塩南台二丁目間の往復運行だったが、1991年6月17日の改正より現在の循環運行となった。住宅内の循環運行は外回りのみで、のりばも名塩南台東公園前停留所以外は外回り方面のみ設置されている。
JR西宮名塩駅では2のりばから発車。
- 50系統：JR西宮名塩駅 → 名塩南台センター前 → 名塩南台二丁目 → 名塩南台一丁目 → JR西宮名塩駅
  - 日中は30分間隔で運行。
  - 平日最終便は深夜バス。
  - 土休日最終便は住宅内を1周後、名塩南台一丁目[注 10]で終点となっている。

#### 臨時系統
不定期運行の墓参臨時バス。
- 宝塚駅 - 生瀬 - 蓬莱峡 - 舟坂 - 白水峡墓園前

### 西宮名塩ニュータウン線
西宮名塩ニュータウン東山台地区の造成の進捗と、阪神・淡路大震災の被災者向けの仮設住宅の建設に伴い、同地区への交通の便の確保を目的に1995年9月1日より運行開始。
宝塚営業所との共同運行路線となっていた時期があった。
JR西宮名塩駅では4のりばから発車。
- 53系統：JR西宮名塩駅 - 東山台四丁目
  - ほとんどの時間帯で1時間に2本運行されている。
  - 途中停留所が2つのみと非常に短い系統であることから、距離制運賃であるものの全区間初乗り運賃の170円（大人）で乗車可能。

### 名塩さくら台線
「名塩」の名称を冠する住宅街の中では最大規模となる西宮市名塩さくら台の外周道路を外回りで1周する路線で、1997年4月1日改正時より運行開始。西宮市立名塩小学校の通学バスとしての役割も持ち、登校日には区間便が増発される。
JR西宮名塩駅では4のりばから発車。
- 58系統：JR西宮名塩駅 → 名塩小学校前 → 名塩茶園町 → さくら台南口 → さくら台一丁目 → 名塩茶園町 → 名塩小学校前 → JR西宮名塩駅
  - 循環便が基本系統。区間便としてJR西宮名塩駅発さくら台一丁目止まりが平日の夜に5本、さくら台南口始発便が毎日早朝時間帯に数本、西宮市立名塩小学校の登校日の平日下校時間帯（15時台）に名塩小学校前発さくら台一丁目止まりが2本運行される。
  - 日中40分間隔で運行されている。
  - 平日最終のさくら台一丁目止まりは深夜バス。

### 有野台線
2013年4月30日まで運行されていた神戸市バス有野営業所のうち68系統と69系統を除く路線が運行されている。当路線の過去の系統等についても同項目参照。
岡場駅では1・3・8系統が駅発車後に済生会病院前に向かう際は2のりばから、その他は3のりばから発車。
7系統の一部区間が初乗り170円の距離制運賃である以外は大人210円・小児110円の均一運賃である。

#### 東有野台循環
もともとは60系統で、有馬地区と東有野台・岡場駅方面を結ぶ路線として、2004年4月1日の神戸市バスのダイヤ改正・路線改編と併せて開設され、同局と系統番号も揃えた上での共同運行となっていた。運行開始当初は唐櫃営業所での運行だったが、2013年5月1日より神戸市バスが撤退し、全区間で阪急バスの単独運行となったと同時に当営業所に移管された。
2016年3月26日のダイヤ改正で、60系統から1系統に変更されたと同時に、日中の東有野台 - 岡場駅間は1時間に3本程度から1本に減便された。ただし、この区間はこの改正で新設された、同一区間を走る2系統・3系統・4系統がカバーしているため、実質的に毎時3本程度の本数は維持されている。有馬温泉 - 東有野台間は本数が少なく、平日ダイヤは1日8往復、土休日は1日6往復だけとなっている。なお、60系統時代で「有馬町」発着の頃は有馬町 - 有馬駅前間で有馬停留所バスターミナルを起終点とする有馬線・蓬莱峡系統（山口営業所が運行）と系統番号が重複していたため、同区間内のみ「60A」と表記していた。
2022年4月1日のダイヤ改正で、有馬温泉 - 東有野台間が廃止となり、 東有野台地区も循環する形の路線となった。
現在、バス停はすべて神戸市北区に所在しているが、有馬温泉 - 東有野台間の廃止前は、途中の香花園が兵庫県西宮市に所在し、唐櫃営業所時代は唯一神戸市外に乗り入れる路線であった。なお、運行開始当初は香花園のバス停が開設されておらず、西宮市内にバス停がなかった。
岡場駅 → 東有野台 → 岡場駅の運行が主体で、この区間は基本的に30分間隔で運行されている。朝は東有野台始発が設定されており、平日の朝ラッシュ時間帯は東有野台 → 岡場駅間で本数が多くなる。また、最終便については東有野台止まりとなっている。岡場駅から済生会病院前方面は9時台から16時台までの運行となっており、岡場駅止まりと東有野台方面行きが1日に4本ずつ交互に運行され、この区間での東有野台方面行きは後述の8系統が系統番号を変えて引き続き運行する形になっている。
- 1系統：岡場駅 → 済生会病院前 → 北神区民センター → 岡場駅 → 東有野台 → 岡場駅 → 済生会病院前 → 北神区民センター → 岡場駅

#### 有野台・東有野台循環
2016年に新設された路線で、岡場駅を起点とし、切畑公園前・五社駅前を経て東有野台地区へ向かい、そこからは1系統と同じルートで岡場駅方面に戻る循環路線である。五社駅先行が3系統、有野公園前先行が4系統となっている。当初は、1号系統の減便された分のカバーをする役目があったこともあり、3系統・4系統ともに1時間に1・2本程度の本数があったが、2022年4月1日のダイヤ改正後はラッシュ時の補完的な存在となっており、3系統は朝の3本のみ、4系統は夕方以降の運行で、平日4本・土休日2本だけになっている。また、岡場駅を超えて済生会病院前方面へ向かう便は平日ダイヤの1本のみである。
- 3系統：岡場駅 → 切畑公園前 → 五社駅 → 東有野台 → 有野公園前 → 岡場駅 → 済生会病院前 → 北神区民センター → 岡場駅
- 4系統：岡場駅 → 有野公園前 → 東有野台 → 五社駅 → 切畑公園前 → 岡場駅

#### 有野台往復
2022年4月1日のダイヤ改正で、1系統の路線短縮に代わって新設された路線。短縮前の1系統と同様に、有馬温泉から岡場駅までを結ぶ路線であるが、五社駅を経由し、東有野台地区は通らない。また、済生会病院方面への便はなく、すべての便が有馬温泉 - 岡場駅の往復路線となっている。
- 7系統：有馬温泉（大閣橋） - 五社駅 - 有野公園前 - 岡場駅

#### 有野台循環
5系統は、当初は前述の6系統の派生路線で、五社駅前を起点とし、有野公園前から6系統のルートを外れて岡場駅へ向かう片道のみの路線であった。そのあと2022年4月1日のダイヤ改正で起点を岡場駅前に変更し、廃止された6系統に代わって有野台団地を循環する路線となった。同時に、有野台団地を5系統の逆に循環し、済生会病院前まで運行される8系統が新設された。
5系統・8系統ともに、全線通しの便は日中時間帯の4本のみで、2時間間隔での運行となっており、8系統の全線通し便は、済生会病院前から引き続き先述の1号系統として運行される。夕方以降は岡場駅 - 有野公園前 - 五社駅間の運行が4本存在する。このほか、8系統については有野台団地を循環後、済生会病院前に行かず岡場駅止まりとなる便が早朝に2本ある。
- 5系統：岡場駅 → 切畑公園前 → 五社駅 → 有野台会館 → 有野公園前 → 岡場駅
- 8系統：岡場駅 → 有野公園前 → 有野台会館 → 五社駅 → 切畑公園前 → 岡場駅 → 済生会病院前＜→1系統へ直通＞

### 藤原台線
岡場駅を起点として、藤原台南町地区を循環する路線である。
1991年12月に開業。当時は復路で地域福祉センター前を経由していなかった。長らく路線変更などは行われなかったが、2010年4月に藤原台中町7丁目間の復路で地域福祉センター前を経由する経路変更が行われた。
阪神・淡路大震災後の一時期は、定期観光バス用の車両も使われていた。
平日朝ラッシュ時は毎時3〜4本、日中および休日は毎時2本が運行されている。
循環運転が基本であるが、平日ダイヤは朝6時に柳谷公園始発の便が1本あり、最終便は藤原台1丁目止まりとなっている。土休日ダイヤは全便が循環運転となっているほか、最終便が平日ダイヤよりも30分程度早い。
この路線も、大人210円・小児110円の均一運賃である。
岡場駅では1のりばから発車。
- 67系統：岡場駅 → 藤原台中町4丁目 → 柳谷公園 → 藤原台南町4丁目 → 地域福祉センター前 → 岡場駅

### 西宮山口線
西宮市等からの2億円以上の運行補助を受け、2009年4月1日から運行を開始した路線。
六甲山地によって隔てられている西宮市南部に位置する各駅（西宮北口・JR西宮・阪神西宮・JRさくら夙川・阪急夙川）と同市北部の山口地域を西宮北道路を介して繋いでいる。「さくらやまなみバス」という愛称が付けられており、独自の塗装が施された専用車が運行に充てられているほか、経由する停留所の標柱にもロゴマークが描かれたシールが貼られている。
2007年9月1日から11月30日までは「西宮市南北バス」として試験運行を行っていた。2000年代以降の阪急バスによる試験運行は、武庫川新橋線に次いで2例目である。開始後1か月の利用者は1日約500人で、想定より200人程度上回ったものの、全利用者のうち47%が西宮北道路以南の区間のみ（甲山 - 夙川・西宮北口間）の限定的な利用に留まった。正式運行開始時に苦楽園口を経由しないなど若干の経路変更が行われている。
舟坂橋停留所から、北に向かう金仙寺系統と、西へ向かい有馬温泉を経由する有馬系統とに分かれる。ただ、現状は両系統とも便により、南部では停留所により停車の有無が、北部でもすみれ台ないし北六甲台経由の有無や山口営業所前行きないし名来行きが、それぞれあるなどルートは複雑化しているため注意を要する。その影響で80系統の運行本数が減少している。平日と冬季は奥池から有馬温泉へバスで行くにはこの路線に乗って西宮市経由で迂回しなければならない。
正式運行の開始後は、当初南部では主要な停留所にのみ停車していたが、ルートの多くが夙川台線と重複するため、後のダイヤ改正で当路線を増発し停車する停留所を増やす形で夙川台（かぶとやま荘）系統を統合した。また、2015年10月24日ダイヤ改正で山口営業所管内の殆どの路線で土曜ダイヤが廃止され土曜日は土曜・休日ダイヤに統合されたが、当路線では土曜ダイヤが維持されている。なお、有馬線系統では停車が廃止された鎌倉峡停留所は当路線では停車が継続されている（西宮高原ゴルフ場停留所への立ち寄りは有馬線系統の立ち寄り廃止に先駆けて2015年4月1日に廃止）。2018年4月1日からは、西宮北道路の無料開放に伴い、西宮北道路を通過する区間の運賃が値下げされている。
当路線に限り有効の企画乗車券 「さくらやまなみバス 1日乗車券」・「さくらやまなみバス 回数券」 が発売されている。
駅前の発着のりばは阪急西宮北口駅が3、JR西宮駅が各方面行きが3・阪急西宮北口駅行きが4、阪急夙川駅が1。

#### 金仙寺系統
平日朝には西宮戎始発が運行されており、この中には山口センター前止まりもある。
- 阪急西宮北口駅 - JR西宮駅 - 西宮市役所前 - 西宮戎（阪神西宮駅北） - JRさくら夙川駅 - 阪急夙川駅 - 獅子ケ口 - 越木岩神社北 - 柏堂町 - 西宮甲山高校前 - 舟坂橋 - 金仙寺 - 金仙寺口 - 山口センター前 - 下山口 - [経路 1]

#### 有馬系統
「有馬」停留所は経由しない。80系統の平日及び冬季の代替便としての役割を持つ。
- 阪急西宮北口駅 - JR西宮駅 - 西宮戎（阪神西宮駅北） - JRさくら夙川駅 - 阪急夙川駅 - 西宮甲山高校前 - 舟坂橋 - 白水峡墓園前（十八丁橋） - 有馬温泉 - 金仙寺口 - 山口センター前 - 下山口 - [経路 1]

## 過去の路線
有馬温泉地区には、阪急バス有馬案内所前にある駐車場形式の「有馬」バスターミナル、神戸電鉄有馬線の有馬温泉駅の前にある「有馬駅前」、太閤橋東詰にある「有馬温泉」、有馬温泉観光総合案内所前にあった「有馬町」の4ヶ所があったが、2009年末に「有馬町」が廃止（案内所前のりばに統合）され、2015年10月24日改正時に、「有馬」停留所が太閤橋東詰のりばと同じ「有馬温泉」に統一された。
2020年の山口営業所管内再編までは芦屋浜営業所と芦屋有馬線80系統を共同で運行していたため、芦屋市にも路線を有していた。80系統は2024年に廃止されている。

### 三宮有馬線
三宮・新神戸の各駅と有馬温泉との間を結ぶ路線。ほぼ全線で北神線・神戸電鉄有馬線や西日本JRバス有馬エクスプレスと並行していた。
廃止時点での運行は日中のみで、神姫バスとの共同運行を行っており、阪急が10往復・神姫が6往復担当していた。2002年10月1日の改正までは神鉄バスも共同運行に参加していたが、同担当便は全て阪急バスに移管された。系統番号の「6」は、かつて神鉄バスによって付番されていたものを使用している他、五社循環系統と系統番号が重複していた。
路線開業は1962年で、当初は神戸市交通局を含む3社共同運行（神鉄バスは当時『神戸電鉄バス』）であった。阪急バスは、第一六甲トンネル経由となった1968年11月1日から運行に参入した。1977年８月に神戸市交通局が当路線から撤退してからは、神姫バス・神戸電鉄バス・阪急バスの民営3社での運行となった。運行ルートは、平野から県道15号有馬街道を経由していたものが、1968年11月に六甲山トンネル経由となり、1978年10月16日の改正より現在の新神戸トンネル経由に変更された。沿線の住宅地開発により3社15往復まで増便したこともあったが、1988年の北神急行線の開業により3社12往復に減便。そのあとも旅客流動の変化に応じて運行本数は変わってきた。2009年12月5日のダイヤ改正で、有馬町発着から有馬温泉発着に変更。2023年7月1日より、それまで不可能であった三宮 - 新神戸のみの利用も可能となった。
阪急バス担当便では、同社の路線バス車両の中では稀少な、着席定員が最も多い全列ともに左右2列シート（最後尾は5人掛け）の車両を使用していた。
運転士の不足を理由に、2023年11月5日をもって路線廃止。55年に渡る歴史に終止符を打った。
- 6系統：三宮駅前 - 新神戸駅前 - 谷上駅 - 大池駅 - 有馬口駅 - 有馬温泉

### 三田線
もともとは三田駅と有馬温泉とを結ぶ路線で、有馬線・鎌倉峡経由便と同様に国道176号と県道98号有馬山口線を走行していた。
元は神鉄バスの運行する路線だったが、2002年10月1日に移管された。三宮有馬線と違い、系統番号だけでなく、運賃や運行本数もそのまま引き継がれたが、2008年3月15日の改正で本数が減り、同時に17系統の三田 → 金仙寺口行きが廃止（片方向のみに変更）となった。1系統は2009年12月5日のダイヤ改正で、有馬町発着から有馬温泉発着に変更された。後、金仙寺口 - 有馬間が休止され全便が17系統に変更された。
毎年1月18日から19日には、沿線にある塩田八幡宮への参拝客向けに「三田 - 塩田八幡宮」間の臨時便を設定しているが、神鉄バスからの移管後は阪急田園バスが、のちに阪急バスが担当することとなった。
2023年3月17日の運行をもって当路線（17系統）は廃止された。これに伴い三田駅から阪急バスの路線が消滅。2022年4月以降は平日朝と夕方に1往復ずつ運行されるのみであった。
- 1系統：有馬温泉 - 有馬駅前 - 下山口 - 新道場 - 三田
- 17系統：金仙寺口 - 下山口 - 新道場 - 三田

## 車両
2020年6月現在、54台が在籍する。
営業エリアのほぼ全域が冬期の積雪地帯であることや、有馬線・蓬莱峡経由便や芦屋有馬線といった山岳路線を抱える関係から、過去には観光バス用エンジンを搭載した高出力車両が配備されていた。
現在はいすゞの高出力車両を中心に国産大型4メーカー（三菱ふそう・日野・いすゞ・日産ディーゼル）が揃い、ワンステップバスの配置も進んでいるが、勾配が多い路線の割合が高いことから、ノンステップバスの配置はそれほど進んでいない。
『さくらやまなみバス』（西宮山口線）については、専用塗装のいすゞ・エルガで運行されているが、2021年9月より置き換えで三菱ふそう・エアロスターノンステップバスが導入された。
一部は撤退した神戸市営バスからの転属車もある。神戸市営バスからの転属車は塗装はそのままでマークのみの変更で使用されているが、後に塗装変更も行われている。また、一部の塗装変更車は一般の阪急バス車両と若干塗りわけが異なっている車両も存在する。車番は5000番台を使用している。